# Pumé jezik
Pumé jezik (llaruro, yaruro, yaruru, yuapín; ISO 639-3: yae), neklasificirani indijanski jezik kojim govori 5 840 Yaruro Indijanaca (2001 census) na rijekama Orinoco, Sinaruco, Meta i Apure u venezuelskim državama Amazonas i Apure.
Loukotka ga (1968) povezuje s Velikom porodicom Macro-Chibchan, a Mitrani (1988) s guahibskim jezicima. Ostali nazivi za njega su llaruro, yaruro, yaruru i yuapín

## Vanjske poveznice
- Ethnologue (14th)
- Ethnologue (15th)